# Шевченкове (Калуський район)
Шевче́нкове (до 1946 Велді́ж) — село в Вигодській громаді Калуського району Івано-Франківської області України.

## Назва
Народна версія походження назви Велдіж – від «великої діжки». Село оточене з усіх сторін горами, тому місцевість нагадує діжку. У давній назві відбувалося чергування звука і з е, про що свідчить м'який запис цієї назви Желехівським правописом: Велдїж. 7 червня 1946 року указом Президії Верховної Ради УРСР село Велдіж Вигідського району перейменовано на село Шевченкове і Велдізьку сільську Раду — на Шевченківську.

## Географія
З півночного сходу село оточують гори Кримянець та Клива. На півдні — гора Нягра, на заході — гора Лиса.
У селі розташований Шевченківський заказник, неподалік від села — ботанічні пам'ятки природи «Руська Буковинка» і Урочище «Під Німецькою полонинкою».
Селом тече Лушецький потік.

## Історія
Перші згадки про село Велдіж з'являються в першій люстрації в (1469 р.). Федір Чалганський за подароване йому село Велсдіч зобов'язується утримувати трьох арбалетників і здорових коней. Тоді в цьому регіоні активно видобували залізну руду. В ті часи Руське воєводство було поділене на повіти, і Велдіж належав до Жидачівського повіту Львівської землі.
У податковому реєстрі 1515 року в селі документуються млин і 5 ланів (близько 175 га) оброблюваної землі.
У 1648 році жителі села брали активну участь у народному повстанні, за що їх очікувала кривава розправа після відходу Хмельницького. Восени 1648 р. брали участь у нападі на Долинський замок, що належав польському шляхтичеві Янові Мурецькому. Долинський шляхтич Юрій Гошовський також скаржився на селян із Велдежа, що його побили і забрали 3400 золотих грішми і дорогі речі на 4000 золотих. Незважаючи на репресії, селянський рух тривав до 1658 року.
Багатий ліс (дерева, гриби, ягоди, звірі), видобуток залізної руди, солеваріння (неподалік, в м. Долині) сприяли розвиткові цього регіону. Великим полегшенням для селян стало скасування панщини в Австро-Угорській імперії в 1848 р. На честь цієї події в селі збудували капличку. Кошти на побудову дали брати Васютинські, капличка добре збереглася і до наших часів. 1856 році збудували дерев'яну церкву. В 1868 році — побудовано фабрику сільськогосподарських знарядь праці, власником якої був єврей Готліб і яка існувала до 1930 року. Фабрика мала ковальський, токарний, формувальний, ливарний, столярний цехи. На фабриці працювали близько 70 робітників, які виготовляли побутові речі різного призначення: кухонні дверці, каструлі, сковорідки, лопати, сокири, ободи для коліс, плуги, косарки і т. д. Виливали гальмівні колодки для вагонів, різні деталі для пилорам, в тому числі так звані, рибухи — довгі вали із зубами, які подавали дерево на пили під час розпилювання. Всі механічні пристрої пускано в рух за допомогою водяного колеса. Також у присілку Жакля діяла гамарня, у якій виготовляли залізні машини-січкарні.
За статистичними даними 1857 року у Велдежі проживало 1766 осіб. Найбільшими були володіння Станіслава Котовського та Емілії Разіновської. Вони володіли 9422 моргами лісу, 594 моргами пасовищ, 85 моргами орної землі.
На той час у селі були три водяні млини. Два з них належали євреєві Берцю, а третій млин належав жителеві села Михайлу Сухарникові. Млин був завжди заповнений людьми, тут не тільки добре мололи зерно, але й якісно розпилювали ліс.
У 1939 році в селі проживало 2910 мешканців (1890 українців-грекокатоликів, 600 поляків, 50 українців-римокатоликів, 320 євреїв і 50 німців та інших національностей).
З 21 вересня 1939 р. до 27 червня 1941 р. історія села пов'язана з першим більшовицько-радянським періодом. Більшовицькі війська перебували в монастирі на Кляшторі. 22 червня 1941 року війна розбудила село гуркотом бомб. З відступом радянських військ народ мав надію на відновлення незалежності України. Однак новий ворог також приніс не волю, а нові страждання. За час війни вивезено на примусові роботи в Німеччину 46 осіб — жителів села. Крім того, була примусова здача натурального податку для потреб німецької армії (худоби, молока, зерна). У цей час околиці села стали базою формування і вишколу підрозділів УПА.

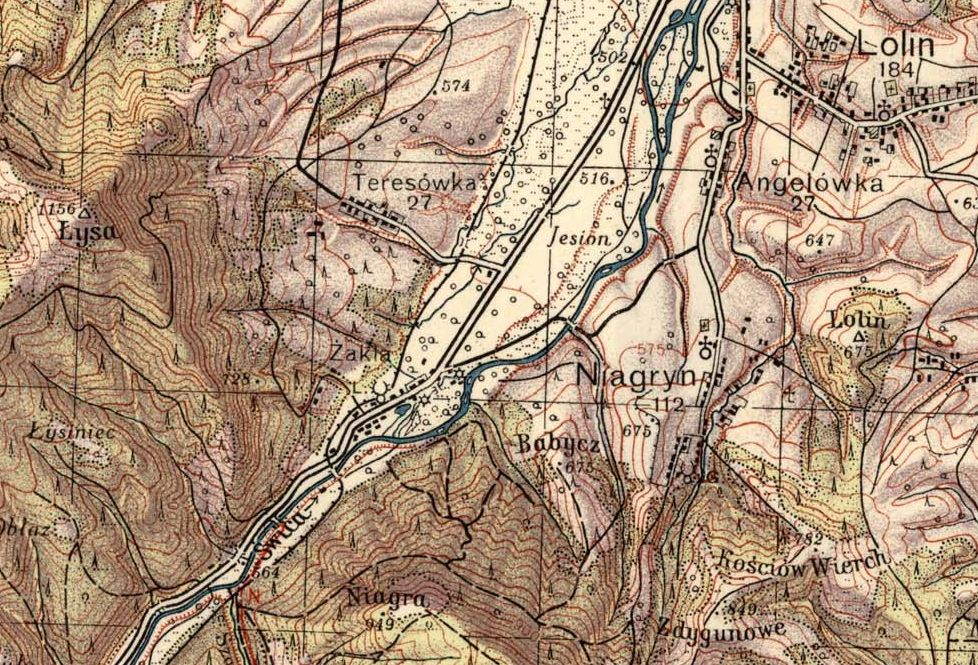
Колишнє село Жакля

На 1 березня 1943 року у Велдіжі проживало 2 045 осіб, а у присілку Жакля — 223 особи..
7 серпня 1944 року 496. мінометний Остропільський полк двічі Червонопрапорного ордена Богдана Хмельницького ІІ ступеня РГК І Українського фронту зайшов у Велдіж, що принесло примусову мобілізацію в Червону армію.

## Населення

### Мова
Розподіл населення за рідною мовою за даними перепису 2001 року:
| Мова            | Кількість | Відсоток |
| --------------- | --------- | -------- |
| українська      | 2101      | 99.48%   |
| російська       | 8         | 0.38%    |
| угорська        | 1         | 0.05%    |
| румунська       | 1         | 0.05%    |
| інші/не вказали | 1         | 0.04%    |
| Усього          | 2112      | 100%     |

## Соціальна сфера
- Лікарська амбулаторія[11]
- Шевченківська загальноосвітня школа І-ІІІ ступенів[12]

## Відомі люди
- Тисяк Василь — український оперний співак, тенор;
- Тисяк Дмитро — брат Василя, оперний співак, тенор, актор Станіславського драматичного театру, перший офіційний виконавиць пісень січових стрільців, що були записані на грамофонний диск;
- Попович-Боярська Климентина Карлівна — українська письменниця, громадська діячка;
- Чудик Ігор Іванович [Архівовано 24 квітня 2019 у Wayback Machine.] — доктор технічних наук, проректор з наукової роботи Івано-Франківського національного технічного університету нафти і газу;
- Охримович Володимир Юліанович — адвокат, журналіст;
- Охримович Іван (1893—1942) — український хоровий диригент, піаніст, співак (бас), музично-громадський діяч;
- Мацалак Микола Миколайович — депутат Верховної Ради УРСР 8-9-го скликання;
- Пеленський Зиновій — український громадсько-політичний діяч, економіст, редактор видань та часописів, очільник Громадського комітету Рятунку України, депутат Сейму Польщі та знаний кооперативний діяч у Галичині.